# Fusciphantes
Fusciphantes es un género de arañas araneomorfas de la familia Linyphiidae. Se encuentra en Japón. 

## Lista de especies
Según The World Spider Catalog 12.0:
- Fusciphantes hibanus (Saito, 1992)
- Fusciphantes iharai (Saito, 1992)
- Fusciphantes longiscapus Oi, 1960
- Fusciphantes nojimai (Ihara, 1995)
- Fusciphantes okiensis (Ihara, 1995)
- Fusciphantes saitoi (Ihara, 1995)
- Fusciphantes setouchi (Ihara, 1995)
- Fusciphantes tsurusakii (Ihara, 1995)